# Desarrollo directo

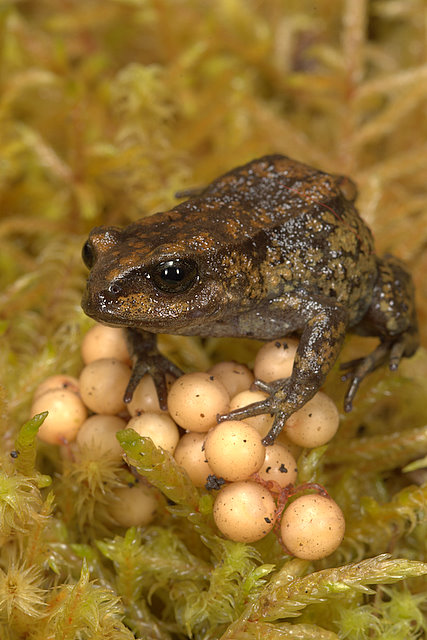
Bryophryne cophites, una especie con desarrollo directo, protegiendo su puesta de huevos.

Desarrollo directo es un modo reproductivo en el que no existe una fase larvaria y los individuos nacen como pequeños adultos. Es un concepto usado especialmente en grupos donde se pueden encontrar variación entre desarrollo directo o desarrollo con fase larvaria. Se da en muchos y diferentes grupos de animales, vertebrados como los mamíferos, reptiles o algunos anfibios y también en algunos invertebrados.

## Hemicordados
Los hemicordados son un filo de animales de aspecto vermiforme, que se suele relacionar con los cordados, pero no presentan una auténtica notocorda, sino una estomocorda que es una expansión del tubo digestivo anterior.

Los gusanos bellota (o enteropneustos) son una clase del filo de los hemicordados que se desarrollan sin pasar por la etapa de larva.

## Anfibios
La mayoría de los anfibios tienen una fase larvaria y pasan por un proceso de metamorfosis para convertirse en adultos, pero el desarrollo directo se puede encontrar en los tres órdenes de anfibios (anuros, salamandras y cecilias), y en varias familias es el único o el principal modo de desarrollo, por ejemplo en la mayoría de salamandras o en las familias de anuros Craugastoridae y Hemiphractidae.
Los anfibios con desarrollo directo depositan sus huevos en el suelo y se suele dar en hábitats con una alta humedad ambiental que permite la supervivencia de los huevos y neonatos. Al no estar necesariamente ligados a ecosistemas acuáticos, han podido colonizar una mayor cantidad de ecosistemas terrestres y son un grupo especialmente exitoso y diverso en los trópicos. Las especies con desarrollo directo tienen huevos de mayor tamaño, ya que el embrión debe desarrollarse por un período mayor en el huevo.